# 聖瑪麗亞縣 (卡塔馬卡省)

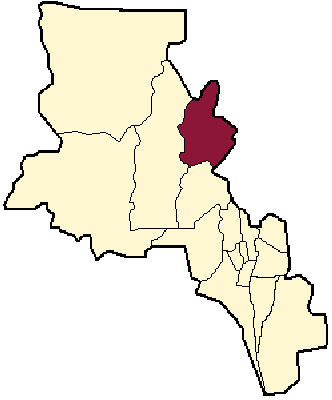

26°41′S 66°02′W / 26.683°S 66.033°W
聖瑪麗亞縣（西班牙語：Departamento Santa María），是阿根廷的縣份，位於該國西北部卡塔馬卡省，首府設於聖瑪麗亞，面積5,740平方公里，2010年人口22,548，人口密度每平方公里3.92人。

## 外部連結
- Santa María Webpage （西班牙文）